# 貴ノ岩義司
貴ノ岩 義司（たかのいわ よしもり、1990年2月26日 - ）は、モンゴル国ウランバートル市出身で千賀ノ浦部屋（入門時は貴乃花部屋）に所属していた元大相撲力士。本名はアディヤ・バーサンドルジ（モンゴル語キリル文字表記：Адъяагийн Баасандорж、ラテン文字転写：Adiyagiin Baasandorj）。身長182cm、体重150kg、血液型はO型、趣味はカラオケ、ビリヤード。好物は、しゃぶしゃぶ、エビ。最高位は西前頭2枚目（2017年3月場所）。
尾上部屋に所属する北天海は甥（後述）。

## 人物
鳥取城北高校の監督がモンゴルで行った選抜テストに合格し、16歳で日本に相撲留学した。8歳で母を心臓病、来日してから3カ月後に父を肝臓癌で失うという不幸があったが、2007年の国体少年個人でベスト4、2008年の世界ジュニア選手権で準優勝した。監督の石浦外喜義によると「真面目な努力家」であったという。

### 貴乃花部屋へ入門
2008年11月、少年時代に憧れだった貴乃花が師匠の貴乃花部屋へ入門した。四股名「貴ノ岩」の命名には美輪明宏が関係しており、貴乃花と2人で母校のある鳥取から上京した際に羽田空港のゲートで2人と偶然会った美輪明宏が貴乃花に「岩のようですね」と貴ノ岩の印象について声を掛けたことでその夜に師匠が四股名を決断したという。
ビザ取得手続きなどのため1場所遅れのデビューとなり、2009年1月場所に貴ノ岩の四股名で貴月芳・貴斗志とともに初土俵を踏む。なお、同期生には他に宝富士・皇風・德勝龍などがいる（ただし3力士とも大卒のため学年は違う）。初めて番付に名前の載った3月場所は序ノ口で5勝2敗と勝ち越し、5月場所は序二段で7戦全勝を挙げ優勝決定戦に進むが、天禄に敗れ優勝を逃した。その後三段目で7月場所は6勝1敗、9月場所は4勝3敗と勝ち越し、三段目3場所目となった11月場所は7戦全勝で迎えた優勝決定戦で無双傑を下し優勝、2004年2月に創設された貴乃花部屋にとって初の優勝を決めた。
取的時代は朝5時に起床して、ランニング5km、100mダッシュ、縄跳び500回、片足跳び50回、最後は二重跳びを失敗しないで連続50回飛べるまで続けるメニューをこなした。19代音羽山からは相撲の投げ技などを教え込まれた。

### 幕下
幕下へ昇進して西13枚目で迎えた2010年1月場所は終盤で2連敗し3勝4敗で終え、初土俵以来初の負け越しとなった。続く3月場所と5月場所も勝ち越せず、3場所連続で負け越した。
幕下に定着した2011年5月技量審査場所の土俵上で負傷し、途中休場。初土俵以来初の休場となった。翌7月場所を全休し、9月場所は10場所ぶりに三段目へと地位を下げたが、この場所は6勝1敗の好成績を挙げ、1場所での幕下復帰を決めた。その後は勝ち越しを続けており、十両が見える地位まで番付を上げた。西幕下筆頭で迎えた2012年5月場所も4勝3敗と勝ち越した。この結果、場所後の番付編成会議にて2012年7月場所での十両昇進が決定され、貴乃花部屋としては貴ノ浪以来、貴乃花が継承した後に入門した力士としては初の関取誕生となった。2011年5月場所に左足首を骨折して以降それまでの投げ主体の取り口から前に出る寄り身の相撲に改造したことが功を奏した。十両昇進を果たした7月場所では13日目まで黒星先行で関取維持が危ぶまれたが、14日目、千秋楽と連勝して8勝7敗と勝ち越した。翌場所は千秋楽の相撲で敗れ、7勝8敗と負け越した。
2013年1月場所は好調で、13日目終了時点で11勝2敗であり単独トップに立っていた。14日目に3敗の常幸龍に敗れて自身も3敗に後退したものの翌千秋楽は勝って12勝3敗で取り終え、その後の一番で常幸龍が敗れたため自身初の十両優勝となった。部屋付の19代音羽山は「突っ張りとかできないことをやろうとしなくなった。押されてもうまく対応できるようになった」とこの場所の相撲ぶりを好評した。翌3月場所は西十両4枚目で8勝7敗と2場所連続の勝ち越し。翌5月場所は東十両2枚目で8勝7敗と3場所連続で勝ち越した。翌7月場所は東十両筆頭まで番付を上げ、この場所は10日目まで7勝3敗としていたが、その後5連敗で、最終的に7勝8敗と負け越し、新入幕はならなかった。翌9月場所は東十両2枚目に下がった。この場所は13日目に勝ち越しを決め、その後2連敗で、最終的には8勝7敗と勝ち越したが、またしても新入幕はならなかった。それでも連日50番以上の猛稽古を行っていることが実力を着実に伸ばし、その甲斐あって翌11月場所は西十両筆頭で8勝7敗と勝ち越した。

### 入幕と十両陥落
翌2014年1月場所で新入幕を果たし、貴乃花部屋からは初めての新入幕力士となった。この場所は7勝8敗と負け越したが翌3月場所は名目上据え置きの西前頭15枚目の地位が与えられた（関脇が1人増えたため、実質半枚降下）。続く3月場所は西前頭15枚目の地位で10勝5敗の好成績を残し、自身初の幕内勝ち越しを2桁白星で飾った。ところが東前頭12枚目で迎えた翌5月場所は3勝12敗の大敗を喫し、場所後には師匠から「先場所10勝出来た事はまぐれ。今場所の成績が貴ノ岩の実力です」とコメントされた。7月場所は師匠が検査入院していた中で10日目に勝ち越しを決める好調ぶりを示し、12勝3敗の十両優勝次点という好成績を残した。翌9月場所に再入幕を果たすも7勝8敗の負け越し、続く11月場所で3勝12敗と大敗した。
さらに、2場所連続負け越しにより2015年1月場所に2度目の十両陥落。同年3月場所に11勝4敗の好成績を収めて3度目の入幕。東前頭16枚目の地位で迎えた5月場所は7勝8敗と負け越すも、翌7月場所は番付据え置きとなった。7月場所は場所前に死去した先代音羽山に捧げるべく2桁白星を目標としたが敢え無く6勝9敗の負け越し。
4度目の入幕となった2016年1月場所（西前頭13枚目）は、11日目に2014年3月場所以来となる幕内での勝ち越しを決めた。13日目から3連敗を喫して最終的に9勝6敗と二桁勝利には届かなかったものの、幕内2度目の勝ち越しには自身も手応えを掴んでおり、「（幕内に）定着して横綱と当たる地位を目指したい」と意気込んでいた。3月場所は東前頭8枚目で8勝を挙げ勝ち越し。5月場所は負け越した。7月場所では8日目までに3敗していたものの、その後上位陣が星を落としたことで最終盤に優勝争いに参戦。千秋楽でも勝利し、2敗の日馬富士が敗れれば優勝決定戦進出というところだったが日馬富士が勝ったため成らず。それでも最終的に優勝次点となる12勝3敗の好成績で自身初の三賞となる敢闘賞を受賞した。初の上位総当たりとなる9月場所は、新関脇（髙安、宝富士）に2人とも勝利し、高校の後輩でもある大関・照ノ富士も破るなどの奮闘を見せたが、最終的には5勝10敗の負け越しに終わった。

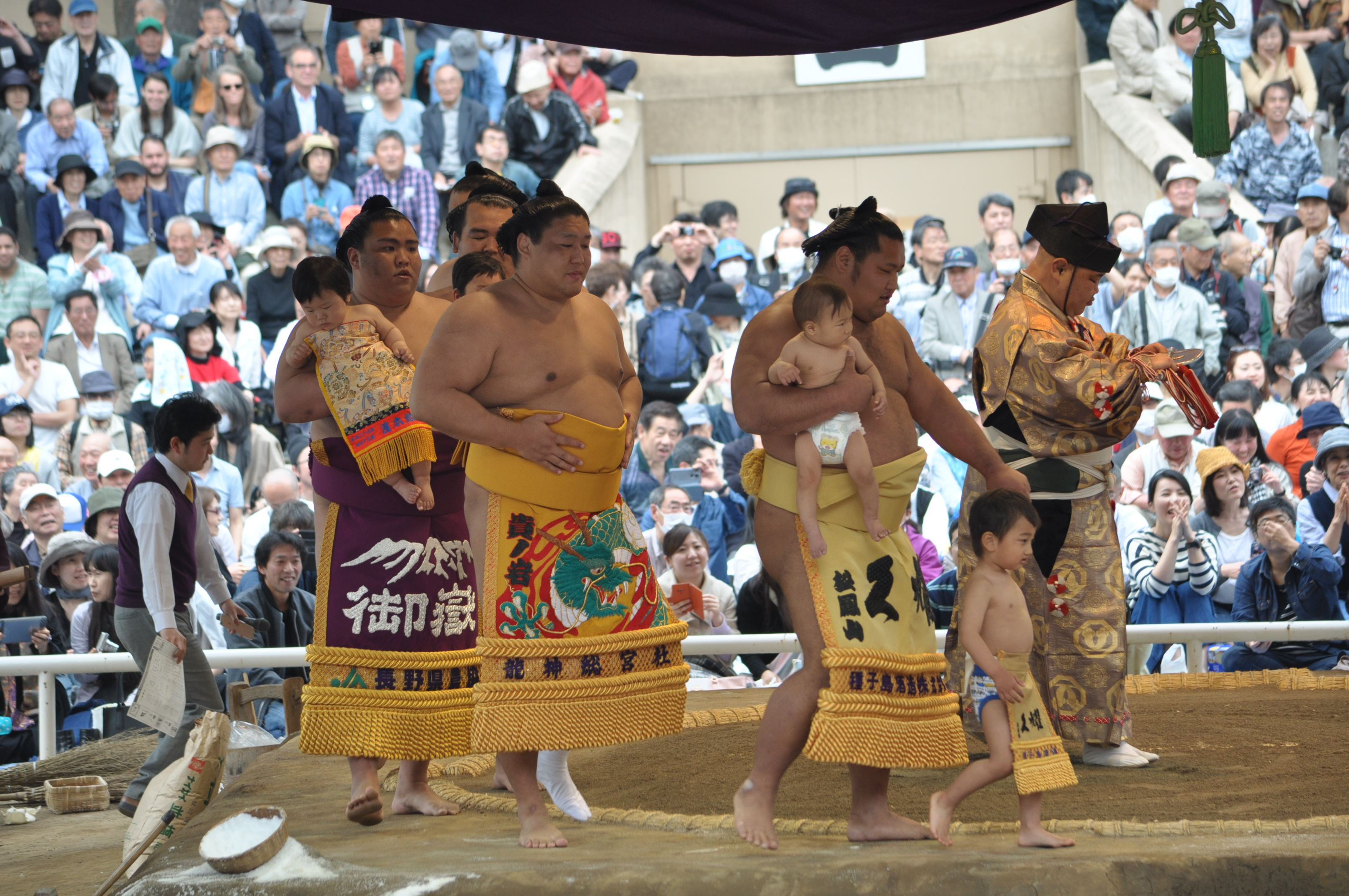
靖国神社奉納大相撲 土俵入りする貴ノ岩関（2017年4月17日撮影）

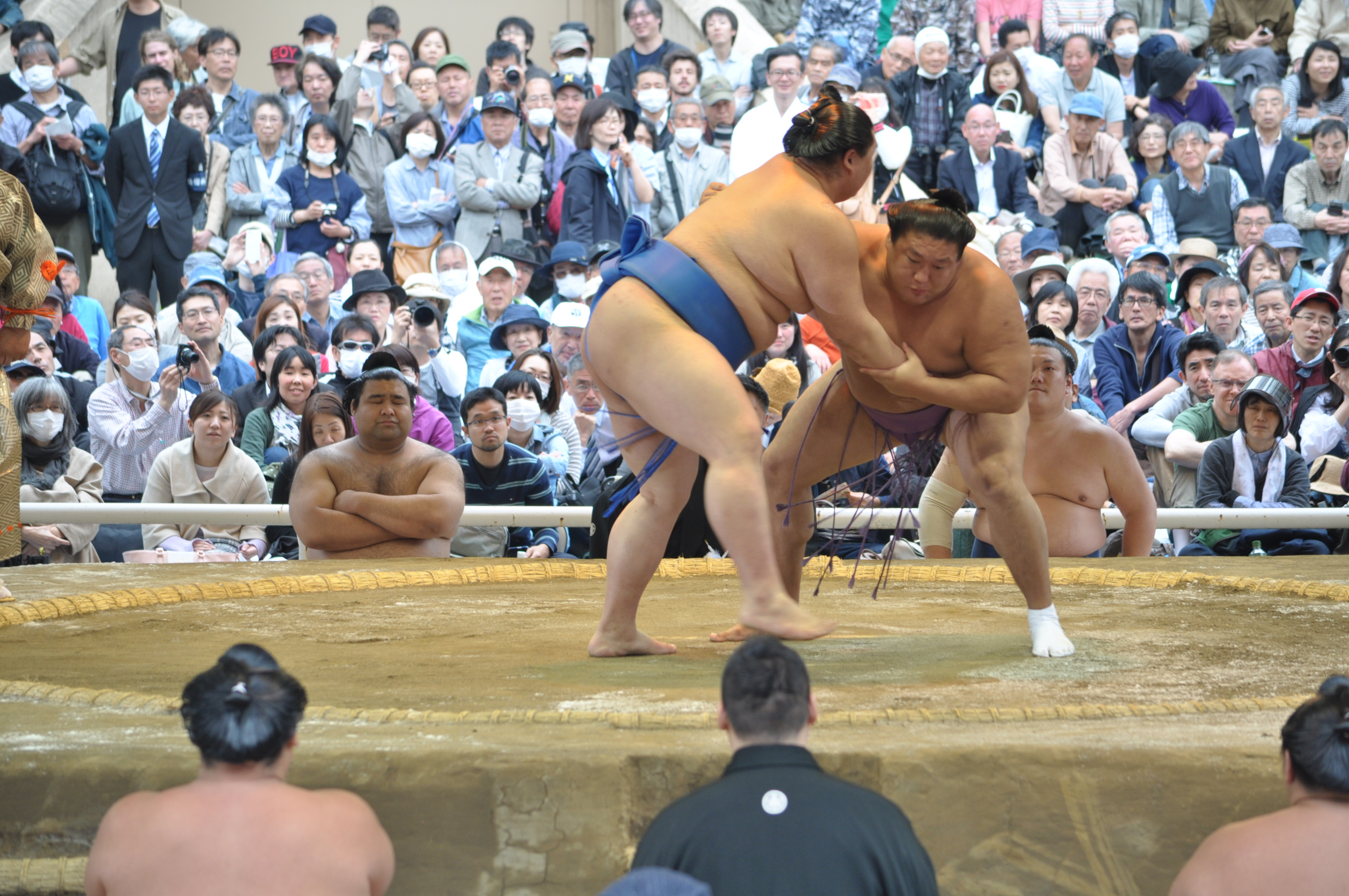
靖国神社奉納大相撲 貴ノ岩関の相手は正代関

東前頭10枚目で臨んだ2017年1月場所は好調を維持。12日目終了時点で10勝2敗として、横綱の白鵬、平幕の逸ノ城と共に、単独トップを走る大関・稀勢の里を一差で追走した。13日目に前頭10枚目の地位ながら今場所好調の小結高安との相撲が組まれ、これに敗れたため優勝争いからは脱落したものの、14日目に白鵬と初顔合わせで対戦し、寄り切りで下して11勝目と同時に初金星を挙げた。これにより白鵬は3敗目を喫し、すでに取り組みが終わっていた稀勢の里は勝って13勝1敗としたため、千秋楽を待たずに稀勢の里の初優勝をアシストする結果となった。横綱戦初挑戦での金星に貴ノ岩は「覚えていません」と興奮気味に話し、優勝した稀勢の里が支度部屋で涙を流したと知らされると、「稀勢関も泣くんですね」と驚いていた。3月場所は、この場所1勝しか挙げられず途中休場を喫した豪栄道以外の大関・横綱に勝てないなど上位の壁に阻まれ、白鵬の途中休場により白鵬との対戦が消滅する幸運があったもののそれを活かせず、最終的に6勝9敗の負け越しに終わった。4月2日の伊勢神宮奉納大相撲で行われた幕内トーナメントでは決勝戦で鶴竜を破って優勝。トーナメントでの優勝に関して貴ノ岩は「うれしいです。歴史のある大会で優勝できたことは本当に名誉なことです。相撲はいつも通りに淡々と取りました」と笑顔を見せて話した。
東前頭5枚目で臨んだ2017年5月場所は11日目の輝戦で負傷し、「左大腿四頭筋肉離れで約3週間の安静加療を要する見込み」との診断書を協会に提出して翌12日目から休場。これにより、場所11日目・12日目と2日連続で結びの一番が不戦となった。最終的に5勝7敗3休で実質10敗だったが、翌7月場所は番付運に恵まれて僅か2枚下降となる東前頭7枚目の地位を与えられた。しかしその7月場所も不調であり開幕から7連敗、8日目に初日を出して何とか中日負け越しは避けたが、9日目に敢え無く負け越し。しかし残りは11日目の千代の国戦を除いてすべて白星を挙げる追い上げを見せ、6勝9敗と踏みとどまった。東の9枚目で迎えた9月場所は序盤から好調で、11日目目に4場所ぶりとなる勝ち越しを決めるなど一時は優勝戦線にも名前が挙がった。しかし、東の9枚目の地位ながら14日目に大関・豪栄道戦が組まれるなど厳しい割り当てもあり、そこから4連敗。勝ち越しは1つに留まった。

### 暴行事件による欠場
2017年11月場所は場所前の秋巡業鳥取場所開催日の10月26日に怪我。その後、秋巡業の残りにすべて出場し、11月2日には福岡県田川市の市役所を表敬訪問しており、抱負を聞かれた貴ノ岩は「2桁（勝利）目指して頑張ります」と答えていたが、5日から5日間、福岡市内の病院に入院。詳しい診断症状が出るまで少々時間がかかり11月場所2日目となる11月13日に出された診断書は「1脳しんとう、2前頭部裂傷、3右外耳道炎、4右中頭蓋底骨折、髄液漏の疑い」で全治2週間と発表された。
11月場所3日目にこの怪我が日馬富士が起こした暴行事件（後述）によるものであることが判明した。
場所後の冬巡業は全休（巡業中は所在が掴めず、診断書なしの無断休場）。2018年1月場所も東十両3枚目の地位にあった状況で全休し、本来ならば3月場所は幕下に落ちる計算であったが、傷害事件を鑑みた特別措置によって西十両12枚目にとどまった。日本相撲協会は2017年12月の臨時理事会で十両最下位の西十両14枚目に据え置くとしていたが、他の力士の成績との兼ね合いで番付が編成された。
2月26日朝、京都府宇治市にある貴乃花部屋大阪場所稽古場で、事件後初めて稽古を公開した。負傷を思わせる目立った傷やテーピングなどは見えないが、筋肉が落ちていると伝えられた。稽古内容はストレッチや四股、スクワットなど基礎運動が中心だったが、締めには部屋の新十両の貴公俊とのぶつかり稽古を行い、午前8時過ぎに稽古を終えた。

### 復帰
復帰場所となった3月場所では土俵入りや取組の際に客席から大きな歓声を受けた。しかし本調子には遠く、黒星が先行する形となったが最終盤に3連勝として8勝7敗で勝ち越し関取の座を死守した。
春巡業は「心的外傷ストレス障害、左足関節症」という内容の診断書を提出して全休。貴乃花は貴ノ岩に心身の回復を優先させる意向を示した。
5月場所は初日から5連勝と好調だったが、6日目の照強戦で寄り切り寸前まで責めたところで力を抜いたところを片足を残した照強に逆転されて初黒星。これで調子を崩してそこから連敗としたものの、終盤は持ち直して11勝4敗の好成績を残した。西十両3枚目まで番付を戻した7月場所は、初日に隆の勝戦に敗れたもののそこから13連勝として優勝争いを引っ張った。14日目を終えた時点で2敗の隆の勝に星の差1つを付け、千秋楽の本割に勝てば優勝決定という状況だったが、旭秀鵬に敗れて2敗に後退。直前の取組で隆の勝が勝利していたため優勝決定戦へ進んだ。
決定戦では立ち合いから攻め込まれながらも廻しを取って逆襲し、自身2度目となる十両優勝を決めた。場所後に帰国し、夏巡業の始まる前日となる8月28日に帰国する予定であったが、台風による飛行機の遅延で帰国が遅れ、初日の正午前に会場の岐阜県大垣市に到着。既に初日の日程が開始した後であったため、春日野巡業部長から厳重注意を受けた。同年9月場所で再入幕となり、10勝5敗と勝ち越した。

### 千賀ノ浦部屋への移籍
貴乃花の日本相撲協会退職により、貴乃花部屋が消滅となった。それと同時に2018年10月1日の理事会で、千賀ノ浦部屋（師匠：20代千賀ノ浦=元小結・隆三杉）への移籍が承認された。翌2日から始まった秋巡業は、10勝をあげた9月場所から具合が思わしくなかった左足の関節捻挫で休場している。
11月場所直前の1日に行われた二所ノ関一門の連合稽古には、旧貴乃花一門所属の力士たちと参加した。マスコミの取材には「久しぶりの稽古で悪くなかった。思ったより力が入りました」と答えていたが、11月場所の成績は振るわず6勝9敗と負け越した。

### 付け人への暴行と引退
2018年冬巡業中の12月5日、同月4日に付け人であった貴大将柊斗に対し暴行を加えていたと日本相撲協会が発表した。4日23時ごろ、巡業先の宿舎で忘れ物をした貴大将が言い訳をしたことに怒って素手で顔面を殴打したという。翌5日朝、巡業の会場に遅れて現れた貴大将に相撲協会関係者が聴取して暴行が分かった。相撲協会は暫定的な処置として貴ノ岩を冬巡業を途中休場として帰京させた。5日午後には貴ノ岩は師匠の20代千賀ノ浦とともに国技館を訪れて鏡山危機管理部長らから聴取を受け、事実を認めたうえで謝罪している。一部報道によると貴ノ岩は暴力行為の常習犯という見方が為されており、解雇を含めた厳罰が下される恐れもあった。同月7日午後、貴ノ岩は20代千賀ノ浦とともに再び日本相撲協会を訪れ、危機管理委員会の聴取を受けたうえで引退の意向を表明し、相撲協会はこれを受理したことを発表した。20代千賀ノ浦や八角理事長が引き留めた中での引責引退であった。
不祥事での引退ではあるものの「最後の花道としてやってあげたい」という20代千賀ノ浦の尽力により、2019年2月2日に両国国技館で断髪式が行われた。断髪式では1月に和解が報じられていた元日馬富士、暴行事件のあった酒席に同席していた白鵬・鶴竜・石浦のほか、荒鷲や千代翔馬、弟弟子であった貴景勝・貴源治などの現役力士や角界関係者などが出席し、20代千賀ノ浦が止め鋏を入れた。「第二の人生に向けて、一生懸命精進したい。いろんなことに挑戦していきたい」と心境を語り、欠席となった元師匠・貴乃花に対しては「感謝の気持ちでいっぱいです」と話している。
引責引退の原因となった暴行事件について刑事告発を受け、福岡県警行橋署は2月26日付けで元貴ノ岩を傷害容疑で書類送検していたが、福岡地検小倉支部は同月28日に「被害者が被疑者の刑事処罰を望んでいないことなどを考慮した」として不起訴処分としていたことが3月7日に報じられた。
3月1日にモンゴルへ帰国のおり、付き添っていた支援者とマスコミの取材に応じた。母国に牧場を持っているため今後の収入・家族との生活に心配はなく、土俵人生の最後まで援けた20代千賀ノ浦夫妻に感謝し、いつか部屋の応援がしたいと電話で話したという。

### 引退後
引退後はモンゴルのウランバートル郊外で兄が経営する「セレゲレン牧場」で働いており、牧場経営が順調であるため前頭時代と同じくらいの月給を得ているという。2019年8月に今後の事業などの関係でモンゴルから来日し、同月29日に千賀ノ浦部屋を訪れて師匠に近況報告を行い、弟弟子たちと再会した。
2019年12月20日放送のTBS『爆報! THE フライデー』の取材にウランバートルで応じた（内容は後述）。現在は長兄・次兄と牧場を、またラジオのDJをしている姉とラジオ局を共同経営する実業家である。

## 取り口
基本的に右四つの相撲を取るが、左四つでも浅い上手を取ると十分になり、出し投げや廻しの切り方など技術に優れる。がっちりとした体を活かした突き押しもある程度は得意である。2014年1月場所千秋楽の遠藤戦でも上手を切ってからの攻めで白星を収めるなど、廻しを切る技術は一級品である。
この取り口を支えるのは稽古熱心さにあり、『大相撲ジャーナル』の座談会ではしばしば貴ノ岩の稽古熱心さが話題に上がる。前述のように美輪明宏からは「岩のようですね」と評されているが、石浦監督は「そう言わせるだけの体を高校時代に作り上げたことになります」とこれについて自著で語っている。
一方で攻めに速さが必要であるという指摘もあり、2014年3月場所前の座談会で大至がその点に触れており、2016年12月場所前の座談会でも15代鳴戸がまだ攻めの遅さが治っていない点を言及している。
2017年3月5日の貴乃花一門連合稽古で十両から幕下上位の力士相手に30番取った際には12代阿武松が「取り口といい、師匠に似てきた。芯の強い、体幹の強い相撲。不思議なものだ。強くなって自信をつけた」と称賛した。
2017年11月場所前の舞の海のコラムでは「150㎏と決して太り過ぎではなく、筋肉質の動ける体つき。突き押しに加え、前まわしを取って食い下がる元大関旭国のような相撲が取れるようになるとおもしろい。大関も夢ではありません。ただ、力に頼るところも見受けられるので、それでは力負けしてしまう。横のまわしを取ってから前に崩すなど、ちょっとした工夫でさらに強くなると思います。膝のけががないのも魅力です」と話されていた。

## エピソード
- 来日前はバスケットボールを経験しており、現在でもコービー・ブライアント（レイカーズ）のファンと公言している。 新十両を果たした折にはディケンベ・ムトンボとの記念撮影を行った様子が報道されており、その際には「（2メートル18は）本当に大きくて凄い」と目を白黒させ、「NBAの選手に会えてよかった」とプレゼントされたTシャツを手に大喜びしていた[69] 。
- 場所前には逸ノ城が貴乃花部屋へ出稽古へ訪れ、貴ノ岩が相手を務めていた。逸ノ城は同じモンゴル出身者であり鳥取城北の4学年後輩である[70]。
- 両親や19代音羽山の死など悲劇を経験してきたことから心を閉ざして滅多に記者に口を開かない時期もあった[8]。
- 150kg程度の体格だが普段は15人前の食事を摂る大食漢[71]。
- 白馬が描かれた化粧廻しを持っている[72]。
- 松村邦洋による貴乃花のモノマネ（弟子の貴ノ岩を厳しく指導する）で、相撲ファン以外からの知名度を上げた[73]。松村は断髪式にも出席している[74]。
- 2014年1月場所千秋楽、すでに6勝8敗と負け越している中で祖国から兄弟と甥・姪合わせて7人が国技館に観戦へ訪れた。この日は遠藤を破るも7勝8敗と負け越しの運命は変わらなかった。それでもこの一番での奮戦ぶりは周囲から喜ばれ、本人も満足していた[75]。
- 2017年8月19日の夏巡業札幌場所では高安らとキャッチボールを行った。モンゴルでは野球は盛んではなく、来日してから知ったという。“打席”に嘉風が入った最初はぎこちなく、球が高めに浮いていた。ただ「鳥取城北高時代に野球部の同級生から教わったことがあるんです」と、当時を徐々に思い出すと良い球が決まりだした。球筋にはときおり、スライダーも交じり、捕手役として受けた高安も「曲がるなぁ」と驚いていた[76]。
- 甥（次兄の長男）のガルタン・スフバトが尾上部屋に入門[77]。2018年に埼玉栄高を卒業して以来、貴乃花部屋で稽古を積み[78]、尾上部屋での研修期間を経て、2019年5月場所の新弟子検査に合格[79][80]。興行ビザを取得した後に[81]、7月場所より初土俵を踏んだ。憧れの力士が北天佑で、同じ三保ヶ関部屋に所属していた師匠が「北天海」という四股名をつけた[82]。元貴ノ岩は自身のInstagramに「北天海を応援してしてあげてください よろしくお願いします。」と願う投稿をしている[83]。北天海は、同年11月場所に7勝全勝で序二段優勝[84]、2020年9月場所で7勝全勝で三段目優勝をしている[85]。

## 日馬富士による暴行事件

### 事件の発覚・事件に関わる一連の報道
- 問題が明るみに出たのは、11月場所3日目（11月14日）のことであった。マスコミ取材に対し、春日野広報部長は日馬富士の休場については「あくまで診断書（左腕の怪我）が出ての休場であり、罰でない」と説明している。貴ノ岩の休場についても「あいさつ回りで2桁勝ちたいと言っていたそうだから安心していた。まさか休むのかと思った」と話している[86]。この時、11月3日に鏡山危機管理部長が貴乃花と日馬富士師匠の9代伊勢ヶ濱に電話で聴取していたことも明かしている。両人ともに事実関係については「分からない」としていた[87]。
- 師匠である貴乃花は11月14日の相撲協会の事情聴取ではじめて、10月下旬に鳥取県警へ被害届を提出したと報告した[88]。また11月場所中から相撲協会にも貴ノ岩の所在が掴めず、貴乃花も「警察の捜査を優先させたい」として12月19日まで協会の調査やマスコミ取材に対して一切口を開かなかったことも不可解なこととして受け止められた[89]。

- 警察に提出された診断書[90]と11月場所休場のときに協会に出した診断書の内容が違うこと[91]、協会に出した診断書に記載されている髄液漏や頭部骨折などはあくまで疑いであり確定した症状ではないという事実が11月中旬に発覚し[92][93]、頭部の傷口を医療用ホチキスで止めている写真が11月下旬に公開された[94][95]。また現場に居合わせた白鵬がビール瓶で殴られたという当初の報道を否定[96]、「2人は次の日に握手を交わして、納得していた。こんなことになるとは思わなかった」と発言している。貴ノ岩本人が警察の聴取に対し「目をつぶっていたので、何で殴られたのかはわからない」と答えていることも報道された[97]。
- 11月19日に、被害者の貴ノ岩が他の部屋のモンゴル人力士に暴行を加えていたことが報じられた[98]。2018年12月に貴ノ岩本人が加害者となった付け人暴行事件が発覚した際にも、現役力士が「またか…」とつぶやいた他、これまで表沙汰になっていなかった暴力癖が報じられている[42]。貴ノ岩は2017年5月に別部屋のモンゴル出身力士を自宅に呼びつけ「態度が気に入らない」と殴り倒し、同年8月の佐渡巡業では5月とは別のモンゴル出身力士に「風呂場のシャワーが出ないじゃないか！」と因縁をつけ顔面を数発殴ったうえ膝蹴りをしたという。それを知った白鵬・日馬富士が貴ノ岩に対して注意をしたことが暴行事件に発展したと一部報道は指摘している[99]。
- また2014年に引退した同部屋の貴斗志が相撲協会に対して起こした裁判での、貴麻衣・貴翔馬・古関などの元貴乃花部屋の引退力士たちの証言内容も報じられた。その内容によると、貴ノ岩は入門時からちゃんこ番や洗濯・掃除などの仕事をサボっており、他力士をエアガンで撃ったり、兄弟子まで殴るなどの苛めを繰り返していたという[100][101]

### 刑事事件としての処分・加害者の引退・相撲協会危機管理委員会の調査結果
- 加害者の日馬富士は、11月29日に日本相撲協会に引退届を提出した[102][103][104]。日本への帰化申請中であったが、引退時点で日本国籍を取得しておらず角界を去ることとなった[105]。12月11日に鳥取県警は日馬富士を傷害容疑で書類送検[106]、12月28日に鳥取地検は傷害罪で略式起訴した[107]。被害者の貴ノ岩側の強い処罰感情を重く見た結果とみられる[108]。翌2018年1月4日、日馬富士に対し鳥取簡裁は罰金50万円の略式命令を出した（傷害罪での上限額）[109][110]。

- 2017年12月に相撲協会の危機管理委がまとめた報告書では、以下のことが事実として説明されている[111][112]。
  - 事件の発端は錦糸町にあるモンゴルカラオケバーで貴ノ岩が他のモンゴル人力士や白鵬の友人と口論になったことで[113]、このことが白鵬の耳に入り事件当日（10月25日）の一次会・二次会の鳥取のラウンジ[114]での説教につながった。錦糸町の店は大相撲八百長問題によって角界を去った元力士がオーナーを務めている店であったと報道されている[115]。
  - 事件当日に一次会と二次会の現場に居合わせたのは、地元の高校関係者、白鵬・日馬富士・鶴竜の3横綱、同校OBの照ノ富士・貴ノ岩・石浦の関取衆3人を含む計13人。一連のことは全てモンゴル語の会話であったため、同席した日本人関係者には内容が理解できていなかった[116]。
  - 二次会ラウンジで白鵬の説教が一段落したと思った貴ノ岩がスマートフォンを覗いたのを日馬富士が咎め、素手やカラオケのリモコンで貴ノ岩の頭部を殴打した。白鵬は日馬富士を制して一度室外に出したが[117]、日馬富士は戻ってきた。その後、貴ノ岩が謝罪したため暴行自体は数分で収まっている。
  - ビールはオーダーされていたがグラスに注いだ状態で提供されており、現場にビール瓶は無かったためそれによる殴打は無かった。シャンパンの瓶は存在したが、（シャンパンの瓶が手から滑り落ちており）殴打は無かったと思われる。また一部報道にあったアイスピックや、馬乗りになっての殴打などの事実は認められなかった[118]。
  - ラウンジからの帰り際、貴ノ岩は石浦に「（日馬富士から自分は）何で殴られたのか」と聞いた。石浦は「ビール瓶とデンモク（リモコン）と思う」と答えているが、実際には日馬富士が貴ノ岩を殴打するところを目撃していなかった。ガシャンと物音がしたため、何かで殴られてボトルが割れたのではと石浦は思っていたが、実際に割れたのはソファに付属するガラス板だった[119]。
  - 翌10月26日に貴ノ岩は日馬富士に謝罪し、両者は握手を交わした。日馬富士はこれで解決したと考えて師匠の9代伊勢ヶ濱に報告をせず、白鵬・鶴竜もそれぞれの師匠である12代宮城野・15代井筒に報告をしていなかった。一方、貴ノ岩は白鵬の説教が一段落したときにスマートフォンを覗いたこと、日馬富士への対応で自身が無礼なことをしたとは考えておらず、地元の高校関係者の助言により日馬富士と握手したが納得していなかった[120]。
  - 貴ノ岩は同日に頭部裂傷の縫合などの治療を受け、その後に広島・福岡県田川市内の病院で通院治療を受けた。師匠の貴乃花に対しては「酔っぱらって転んだ」と説明をしていたが、秋巡業終了後の10月29日に鳥取県警に被害届を出している。その後、11月5日から9日まで福岡市内の病院に入院し、12月5日から別の病院に転院[112]。なお、日馬富士の引退は望んでもいなかった[121]。

### 損害賠償請求訴訟、その後の和解
- 2018年10月3日に、貴ノ岩が前年10月の秋巡業中の暴行について元横綱日馬富士に3000万円の慰謝料を要求していたと報じられた[122][123][124]。翌4日に代理人弁護士が記者会見し、元日馬富士の代理人との間での協議が成立せずに東京簡易裁判所での民事調停となっていたが不調に終わったため、同日付で東京地方裁判所に損害賠償を求める民事訴訟を起こしたことを明らかにした。請求金額は2413万5256円で、入院治療費等（合計435万9302円）・給与差額（148万1840円）・懸賞金の逸失（900万円）・巡業手当の逸失（38万円）・退職時の幕内養老金等の減（172万円）・慰謝料（500万円）・弁護士費用（219万4114円）の合計である[125]。
  - しかし同月30日に貴ノ岩は提訴を取り下げた。母国であるモンゴルで自身と家族に対するバッシングが発生し家族から提訴の取り下げを頼まれたことが理由で[126]、「治療費をはじめ一切の費用を自分で負担することにした。これからは相撲道に邁進し、相撲で活躍して、私の家族にはモンゴルで平穏な生活をさせたいと思う」とコメントしている[127][128][129]。
  - 訴訟の取り下げの背景について、貴ノ岩の母国モンゴルでの事情を旭鷲山[130]やJICAの仕事でモンゴルを訪問していた教育評論家・尾木直樹[131][132]が説明している。年功序列の考え方が根強いモンゴルでは、先輩に対しての訴訟（争いを起こすこと）自体が反発を呼び、2400万円という請求金額が驚かれたこと（モンゴルではその10倍ほどに受け取られる）が元日馬富士への同情につながってしまったという。訴訟の代理人弁護士もモンゴル国内で裁判に至った経緯や考え方を説明しようとしていたが、貴ノ岩が「自分が損害をかぶればモンゴル国内に納得してもらえるだろう」と判断するに至ったため尊重せざるを得なくなったと話している[126]。
  - 同年12月7日に起こしてしまった付け人への暴行事件の要因について、この訴訟取り下げの経緯や10月の貴乃花の退職による部屋の消滅、11月場所前に日本での親代わりである貴乃花と景子夫人の離婚を知りショックを受けてしまったことで、情緒不安定となっていたことが指摘されている。付け人の顔が翌日も腫れるほどの暴行について、本人もまずいと思ったが「おさえることが出来なかった」と話していたという[133]。
- 2019年1月18日に、17日夜に都内で元日馬富士と会食をし和解したことが報じられた[134][135]。師匠の20代千賀ノ浦もマスコミの取材に対してその事実を認め、「早く和解した方がいいですから」とコメントしている[136]。元日馬富士がモンゴル国内での貴ノ岩・家族へのバッシングを懸念し、和解によって帰国しやすくなることを望んでいたことが2月2日の断髪式の日に明らかになった[137]。
- 2021年4月19日、相撲協会の諮問機関である「大相撲の継承発展を考える有識者会議」の最終会合が行われ、八角理事長に提言書が提出された。この提言書中には一代年寄のことにも言及があり、弟子が継承できないこと・協会の定款に根拠規定はないことなどから「一代年寄の名乗りを認める根拠は見いだされない」として制度の見直しが提言された[138]。2017年のこの事件現場に白鵬がいたこと、また白鵬が（事件の真相究明中の）11月場所優勝インタビューで「場所後に真実を話し、膿を出し切って、日馬富士関と貴ノ岩関が再び、この土俵に上げてあげたいなと思います」と話し、会場で音頭を取って万歳三唱をする[139]などの振る舞いが非難されたこと[140]も影響していると一部で報じられた[141]。

### 本件に関わる本人への取材内容
- 週刊新潮2018年12月27日号のインタビューに応じ、引退の経緯を語っている[142]。
  - 引退について『協会の圧力では無いか』という報道は否定し、引責引退は自身の決断であるとしている。日馬富士による暴行事件以来、報道の過熱（テレビ・ネット両方）・本場所の土俵に上がれない時期が長かったことがつらかったことも理由としている。被害者力士には謝罪をしている。
  - 師匠の20代千賀ノ浦は貴ノ岩を厳しく叱責したが、引責引退を申し出ると泣いて引き留めたという。貴乃花部屋の部屋付き親方をしていた師匠とは9年もの付き合いがあり、自分の引退を悔しく思って泣いてくれた師匠のためにも、もっと上を目指して三役以上で立派な引退相撲を取りたかったと話している。
  - 貴乃花が協会を退職するときは心細く感じ、自らの失態について「10年はどんな状況でも会わない」とするテレビでのコメントには複雑な思いだが、高校生で来日し貴乃花部屋で頑張ってきた。だからこそ、情けないと言われても断髪式で最後の姿を見て欲しいと望んだが叶わなかった[54]。

- 2019年12月20日放送のTBS『爆報! THE フライデー』の取材に「真摯に取材してくれるなら」という条件のもとで本人がインタビューに応じた[62][143]。
  - 2018年12月の付け人暴行事件については「（付け人に）厳しすぎてやりすぎてしまった」「『辞める』とすぐに決めた」と話している。このことで日本国内でマスコミに追いかけられている時期が一番つらかったという[144]。
  - 2019年3月に帰国したあとも、母国で『日馬富士を引退に追い込んだ張本人』としてバッシングを受け続けた。そのため引きこもりになって、兄の家から3ヶ月も出られなくなり、食事ものどを通らず体重が40kgも減少した。精神的に追い詰められたときに電話をかけてきたのは、日馬富士であった。日馬富士自身が開校した「新モンゴル日馬富士学校」の相撲の指導者として勧誘され、そこから社会復帰への糸口を掴んだ。日馬富士との関係については「故郷が一緒だし、男同士だし、もうわだかまりはないですね」と話している[63]。
  - 元師匠の貴乃花については「申し訳ないという気持ちはあります。お父さんのような存在です。自分の中では心では表せないぐらい感謝の気持ちでいっぱいです」と語っている[145]。

## 主な成績

### 通算成績
- 通算成績：371勝303敗44休 勝率.550
- 幕内成績：140勝157敗18休 勝率.471
- 十両成績：151勝104敗15休 勝率.592
- 現役在位：59場所
- 幕内在位：21場所
- 十両在位：18場所

### 各段優勝
- 十両優勝：2回（2013年1月場所、2018年7月場所）
- 三段目優勝：1回（2009年11月場所）

### 三賞・金星
- 三賞
  - 殊勲賞：1回（2017年1月場所）
  - 敢闘賞：1回（2016年7月場所）
- 金星：1個
  - 白鵬1個（2017年1月場所）

### 場所別成績
| | 一月場所 初場所（東京） | 三月場所 春場所（大阪） | 五月場所 夏場所（東京） | 七月場所 名古屋場所（愛知） | 九月場所 秋場所（東京） | 十一月場所 九州場所（福岡） |
| --- | ----------------------- | ----------------------- | ----------------------- | --------------------------- | ----------------------- | --------------------------- |
| 2009年 （平成21年） | （前相撲）              | 西序ノ口26枚目 5–2      | 東序二段92枚目 7–0      | 東三段目85枚目 6–1          | 西三段目27枚目 4–3      | 西三段目14枚目 優勝 7–0     |
| 2010年 （平成22年） | 西幕下13枚目 3–4        | 東幕下19枚目 3–4        | 東幕下26枚目 2–5        | 東幕下45枚目 6–1            | 東幕下19枚目 3–4        | 西幕下24枚目 4–3            |
| 2011年 （平成23年） | 東幕下21枚目 3–4        | 八百長問題 により中止   | 西幕下30枚目 1–2–4      | 西幕下44枚目 休場 0–0–7     | 西三段目22枚目 6–1      | 東幕下42枚目 6–1            |
| 2012年 （平成24年） | 東幕下17枚目 5–2        | 西幕下6枚目 5–2         | 西幕下筆頭 4–3          | 東十両14枚目 8–7            | 東十両10枚目 7–8        | 東十両12枚目 7–8            |
| 2013年 （平成25年） | 東十両13枚目 優勝 12–3  | 西十両4枚目 8–7         | 東十両2枚目 8–7         | 東十両筆頭 7–8              | 東十両2枚目 8–7         | 西十両筆頭 8–7              |
| 2014年 （平成26年） | 西前頭15枚目 7–8        | 西前頭15枚目 10–5       | 東前頭12枚目 3–12       | 東十両3枚目 12–3            | 西前頭11枚目 7–8        | 東前頭13枚目 3–12           |
| 2015年 （平成27年） | 西十両4枚目 6–9         | 西十両6枚目 11–4        | 東前頭16枚目 7–8        | 東前頭16枚目 6–9            | 西十両2枚目 9–6         | 東十両筆頭 8–7              |
| 2016年 （平成28年） | 西前頭13枚目 9–6        | 東前頭8枚目 8–7         | 東前頭6枚目 5–10        | 東前頭10枚目 12–3 敢        | 東前頭3枚目 5–10        | 西前頭7枚目 6–9             |
| 2017年 （平成29年） | 東前頭10枚目 11–4 殊★   | 西前頭2枚目 6–9         | 東前頭5枚目 5–7–3       | 東前頭7枚目 6–9             | 東前頭9枚目 8–7         | 東前頭8枚目 休場 0–0–15     |
| 2018年 （平成30年） | 東十両3枚目 休場 0–0–15 | 西十両12枚目 8–7        | 西十両11枚目 11–4       | 西十両3枚目 優勝 13–2       | 西前頭13枚目 10–5       | 東前頭6枚目 6–9             |
| 2019年 （平成31年 /令和元年） | 東前頭9枚目 引退 –      | x                       | x                       | x                           | x                       | x                           |
| 各欄の数字は、「勝ち-負け-休場」を示す。 優勝 引退 休場 十両 幕下 三賞：敢=敢闘賞、殊=殊勲賞、技=技能賞 その他：★=金星 番付階級：幕内 - 十両 - 幕下 - 三段目 - 序二段 - 序ノ口 幕内序列：横綱 - 大関 - 関脇 - 小結 - 前頭（「#数字」は各位内の序列） |                         |                         |                         |                             |                         |                             |

### 幕内対戦成績
| 力士名     | 勝数 | 負数 | 力士名   | 勝数 | 負数 | 力士名 | 勝数 | 負数 | 力士名   | 勝数 | 負数 |
| ---------- | ---- | ---- | -------- | ---- | ---- | ------ | ---- | ---- | -------- | ---- | ---- |
| 碧山       | 3    | 2    | 明瀬山   | 1    | 0    | 朝乃山 | 0    | 1    | 阿炎     | 0    | 1    |
| 安美錦     | 0    | 2    | 阿夢露   | 1    | 3    | 荒鷲   | 5    | 3    | 勢       | 1    | 6    |
| 石浦       | 3    | 1    | 逸ノ城   | 1    | 3    | 遠藤   | 4    | 4    | 阿武咲   | 0    | 2    |
| 大砂嵐     | 0    | 4    | 隠岐の海 | 2    | 5    | 魁聖   | 2    | 3    | 臥牙丸   | 1    | 5    |
| 鏡桜       | 1    | 2    | 輝       | 6    | 3    | 鶴竜   | 0    | 2    | 稀勢の里 | 0    | 2    |
| 北太樹     | 5    | 1    | 旭秀鵬   | 2    | 3    | 旭大星 | 1    | 0    | 旭天鵬   | 2    | 2    |
| 豪栄道     | 1    | 2    | 琴奨菊   | 1    | 1    | 琴勇輝 | 3    | 4    | 佐田の海 | 3    | 3    |
| 佐田の富士 | 2    | 0    | 里山     | 1    | 2    | 常幸龍 | 4    | 0    | 正代     | 6    | 1    |
| 翔天狼     | 1    | 0    | 松鳳山   | 3    | 4    | 青狼   | 0    | 1    | 蒼国来   | 4    | 3    |
| 大栄翔     | 3    | 0    | 大翔丸   | 3    | 2    | 髙安   | 2    | 3    | 宝富士   | 5    | 3    |
| 豪風       | 5    | 2    | 玉鷲     | 2    | 4    | 千代鳳 | 2    | 1    | 千代翔馬 | 4    | 2    |
| 千代大龍   | 1    | 5    | 千代の国 | 3(1) | 3    | 千代丸 | 3    | 3    | 照ノ富士 | 1    | 3    |
| 時天空     | 3    | 1    | 德勝龍   | 1    | 4    | 栃煌山 | 2    | 4    | 栃ノ心   | 1    | 2    |
| 栃乃若     | 0    | 4    | 豊ノ島   | 1    | 0    | 豊響   | 1    | 5    | 錦木     | 3    | 3    |
| 白鵬       | 1    | 0    | 日馬富士 | 0    | 3(1) | 英乃海 | 3    | 0    | 富士東   | 2    | 0    |
| 豊真将     | 0    | 1    | 北勝富士 | 0    | 5    | 誉富士 | 2    | 0    | 舛ノ山   | 1    | 2    |
| 御嶽海     | 0    | 2    | 妙義龍   | 2    | 2    | 嘉風   | 2    | 6    | 竜電     | 2    | 0    |